# Luis Salvador Cruz Azeta
Luis Salvador Cruz Azeta, nació el 5 de abril de 1942, en La Habana, Cuba

## Exposiciones Personales
Ha realizado exposiciones personales en "L’Atelier Gallery", Nueva York, 1971; en "Allan Frumkin Gallery", Nueva York, entre 1975 y 1995; "Sette Gallery", Scottsdale, Arizona, 1987; "The Queens Museum of Art", Nueva York, 1990-93; "University Art Gallery", "San Diego State University", San Diego, 1996 California, EE. UU.

## Exposiciones Colectivas
Entre sus exposiciones colectivas están las realizadas en School Of Visual Art Gallery, Nueva York, 1969; Indianapolis Museum Of Art, Indianapolis, Indiana, 1978; Memorial Art Gallery University Of Rochester, Nueva York, 1979; Chrysler Art Museum, Norfolk, Virginia, 1981; Alternative Museum, Nueva York, 1982, EE. UU; Museo De Arte Contemporáneo (Marco), Monterrey, Nuevo León, México 1991 y su participación en la II Bienal Internacional De Estandartes, Tijuana, México, 2002.

## Premios
Entre los premios obtenidos se encuentran, en 1966, "Primer Premio Distric 66", Nueva York; 1985 ,"National Endowment for the Arts Fellowship" (pintura), Washington, D.C; y en 1989,"Mid Atlantic Grant for Special Projects".
- Datos: Q5984320